# Premi Ciutadà Europeu
El Premi Ciutadà Europeu és un guardó creat el 2008 pel Parlament Europeu. El seu objectiu és premiar anualment els individus o entitats que particularment s'hagin distingit per l'enfortiment de la integració europea expressant la cooperació, l'obertura als altres i la implicació en el desenvolupament de la comprensió mútua. S'atorga als nominats pels diputats europeus.

## Guanyadors de 2008[1]
- Santiago Sánchez-Agustino Rodríguez
- José María Muñoa Ganuza
- Associação Nacional de Municípios Portugueses
- Kärntner Konsensgruppe
- Duna Televízió
- Verein zur Förderung des Städtepartnerschaft Leipzig-Travnik
- Lajos OSZLARI
- AEDE-Canarias
- Organització de Nacions i Pobles No Representats
- Polska Akcja Humanitarna
- Naturpark Bayerischer Wald e.V.
- Divadlo z Pasáže
- Jochen Gewecke
- Towarzystwo Bambrów Poznańskich
- Bürger Europas
- Federação de Associações de Juventude dos Açores
- Πυροσβεστικό Σώμα Ελλάδος
- Europees Musikfestival voor de Jeugd
- Paquita Sauquillo
- Campus 15
- Franz-Josef Meyer
- Grażyna Orlowska-Sondej
- Donaubüro-Ulm
- Kolpingjugend Europa
- Ulla Rüdenholz
- Jean Pierre Daulouede
- Susanna LIPOVAC und Kinderberg International e.V.
- Amministratori del Comune di Lula 2002-2007
- Kolegium Europy Wschodniej im. Jana Nowaka-Jeziorańskiego
- Tomasz Różniak
- Wojciech Wrzesiński
- Raissa Murmuets
- Emberi Jogi Központ
- Michael Nielsen
- Luigi Ciotti
- G700 Blog
- Oud Limburgse Schuttersfederatie

## Guanyadors de 2010[2]
- Jugendhilfsorganisation Schüler Helfen Leben
- Międzynarodowy Festiwal Filmów Młodego Widza Ale Kino!
- Ing. Wolfgang Neumann
- Union européenne des étudiants juifs
- Csaba Böjte
- Lothar Czossek
- Fate Velaj
- Elżbieta Lech-Gotthard
- Carlo Petrini
- Inicjatywa Wolna Białoruś
- Fundacja Świętego Mikołaja
- Open Society Foundations
- Stowarzyszenie „Jeden Świat”
- Europ'age Saar-Lor-Lux e.V
- Sermig-Servizio Missionario Giovani
- Europees Grenslanden Vrouwenvoetbal Toernooi
- Stowarzyszenie Lednica 2000
- Chris Delicata
- Enrico Pieri
- Jacques GROFFEN
- Beneluxliga handbal
- INΣΤΙΤΟΥΤΟ ΟΔΙΚΗΣ ΑΣΦΑΛΕΙΑΣ «ΠΑΝΟΣ ΜΥΛΩΝΑΣ»
- Smaranda Enache
- EYV 2011 Alliance
- Fondazione Banco Alimentare
- Polska Fundacja im. Roberta Schumana
- Zsuzsa FERGE
- Hans Bienfait
- Marek Sołtys

## Guanyadors de 2012[3]
- Albergo Etico
- Arbeitskreis Schule Rhauderfehn e. V.
- Biagio Conte
- Congresso Ibérico de Jovens Engenheiros
- Colours of Carinthia — Franz Tomazic (Projektleitung für die Personengruppe), Karlheinz Fessl, Christian Brandstätter, Erich Kugi, Lojze Wieser
- DEFRIT
- Deutsch-Französische Gesellschaft Montabaur e.V.
- Dr. Christoph Leitl
- ΕΛΛΗΝΙΚΗ ΕΤΑΙΡΕΙΑ Περιβάλλοντος και Πολιτισμού
- Ekipa projekta Simbioz@
- Eurofeesten Geel 2012
- Europäische Vereinigung für Eifel und Ardennen
- Giovanni Riefolo
- Gisela Paterkiweicz
- Jacek Łuczak
- Jeunes Européens — France
- Kató Béla, református lelkész, püspökhelyettes
- Latvijas Lauku sieviešu apvienība, padomes priekšsēdētāja, Rasma Freimane
- Lovro Šturm
- Mgr. Victor Grech
- Μουσικό Εργαστήρι "ΛΑΒΥΡΙΝΘΟΣ"
- PassodopoPasso
- Paul Brusson
- Петър Петров, България (Peter Petrov, Bulgaria)
- Πέτρος ΣΟΥΠΠΟΥΡHΣ και Huseyin AKANSOY
- Polska Federacja Ruchów Obrony Życia
- Róka Gyula
- Sophie Rosseels
- Stichting Werkgroep Polen
- Stolperstein
- Stowarzyszenie św. Celestyna
- Stowarzyszenie Wiosna
- Symon Kliman
- Szekely Janos
- UNITALSI
- Vanhustyön keskusliitto — Centralförbundet för de gamlas väl ry
- Vencer o Tempo, Associação para a Educação e Prevenção da Saúde

## Guanyadors de 2013
- Alicja Kobus
- Biruta Eglīte
- Boris Pahor
- Children's International Summer Villages (CISV International)
- Daniel Vogelmann, publisher
- Д-р Милен Врабевски, председател на Фондация Българска Памет
- Dr. Klaus Wilkens
- Elke Jeanrond-Premauer
- Eugenia Bonetti, Presidente 'Slaves No More Onlus', missionaria della Consolata, coordinatrice Ufficio Tratta Donne e Minori dell'USMI
- Euregioschool: leren van de buurtaal door en voor uitwisseling
- Lobby européen des femmes
- Gábor Farkas
- GAA Cumann Lúthchleas Gael
- Hans Zohren
- Heikki Huttunen/Suomen Ekumeeninen Neuvosto
- Hela Sverige ska leva
- Ioana Avadani
- Jacek Glomb
- Junge Europäische Bewegung
- Kuoreveden nuorisoseura Nysäry
- Mag.a (FH) Ursula Kapfenberger-Poindl, DI Hermann Hansy, Karl G Becker, DI Reinhard M. Weitzer, DI Andreas Weiß (allesamt Regionalmanager in Niederösterreich)
- Matthias Zürl
- Mehmet Emin Eminoglu & Άντρια Κυπριανού
- Εθνικό Κέντρο Άμεσης Βοήθειας (EKAB) Κρήτης
- Nistor Elena
- Plataforma Afectados por la Hipoteca
- Professor Richard Demarco
- Puttinu Cares Children's Cancer Support Group
- Raoul Wallenberg Egyesület
- Real Academia de la Lengua Vasca – Euskaltzaindia
- Associazione "Avvocato di strada" (Street Lawyers) ONLUS
- streetfootballworld
- Teatr Arka
- Ośrodek 'Brama Grodzka - Teatr NN'
- The AIRE Centre
- Urmo Kübar (Executive Director, Network of Estonian Nonprofit Organizations)
- Г-н Валери Нисимов Петров
- Valeriu Nicolae
- Association Vents et marées
- Via Euregio
- Working Together (représentée par M. Laurent Rouillon)
- Youthnet Hellas www.youthnet.gr
- ZZI - Zentrum der zeitgemäßen Initiativen Austria

## Guanyadors de 2014[4]
- Anna Wolff-Powęska
- Alojz Rebula
- Andrei Pleşu
- atlatszo.hu
- Dr Bartłomiej Zapała
- BEDNET
- Blue Star Programme
- Bulli Tour Europa
- Cittadini di Lampedusa
- Cocina Economica de Logroño
- Comhaltas Ceoltóirí Éireann
- Demokratisches Ostvorpommern – Verein für politische Kultur e.V.
- Διογένης ΜΚΟ
- Erika Körner-Metz und Gisela Berninger
- Eurodionantes
- Europäische Gesellschaft für Politik, Kultur, Soziales e.V. Diaphania
- EuropeanMigrationLaw
- MUDr. Eva Siracká, DrSc., prezidentka Ligy proti rakovine
- Evropský parlament mládeže v ČR
- Fundacja Pomocy Wzajemnej „Barka”
- Христо Христов
- Jaccede
- Je veux l'Europe
- Kerényi Lajos
- Κέντρο Εκπαιδεύσεως & Αποκαταστάσεως Τυφλών, Περιφερειακή Διεύθυνση Θεσσαλονίκης (πρώην Σχολή Τυφλών Θεσσαλονίκης «Ο ΗΛΙΟΣ»)
- Libera. Associazioni, nomi e numeri contro le mafie
- Malta Hospice Movement
- Maria De Biase
- Marianne Lück
- Martina Čuljak - HelpBalkans
- Mauthausen Komitee Österreich
- Miljötinget
- Младите доброволци от Варна
- Nadace Naše Dítě
- Orden Hospitalaria de San Juan de Dios
- Probstner János
- Sevgül Uludağ και Μιχάλης Χριστοφίδης
- Skills Belgium
- Societat Civil Catalana
- Societatea Timişoara
- SOS SCUOLA di ALVEARE CINEMA
- SOSERM SOS Emergenza Rifugiati Milano
- Spomenka Hribar
- Το χαμόγελο του παιδιού
- Verein.Respekt.net
- Werner Hohlbein, „Wir sitzen alle in einem Boot für mehr Toleranz“
- Wiener Volkshochschulen "Women on the Rise"

## Guanyadors de 2015[5]
- Antoine Deltour
- Carole Roberts
- Člověk v tísni
- Davide Martello
- Davidovics László
- Die gewollte Donau
- Don Michele De Paolis (EMMAUS)
- Drago Jančar
- Euriade e.V.
- Fundació Barraquer
- Fundacja Integracji Społecznej PROM
- Fundacja Oswoić Los
- Gaia Ferrara
- Gemeinsam leben und lernen in Europa e.V.
- Stichting Heart for Romania
- Hrvatska gorska služba spašavanja
- Ikäihmisten olohuone
- Innovaction
- Instituto Marquês de Valle Flôr
- Istituto di Medicina Solidale Onlus
- Katri Raik
- Κοινωνική Κουζίνα - ο Άλλος Άνθρωπος
- La Ciudad Accesible
- Asociacija „Lietuvos neįgaliųjų forumas“
- Lydia Foy
- Maria Manuela Ramalho Eanes
- Mário João de Oliveira Ruivo
- Medici con l'Africa CUAMM
- Miskolci Speciális Felderítő és Mentőcsoport
- Μητροπολιτικό Κοινωνικό Ιατρείο Ελληνικού
- Netzwerk sozialer Zusammenhalt
- Народно читалище „Бъдеще сега 2006"
- PAMINA Nachwuchsschwimmfest
- PhDr. Marek Hrubec, PhD.
- Rafel Shamri
- Richmond Foundation
- Romska Ungdomsförbundet
- Rūta Dimanta
- Schone Kleren Campagne
- Serge Laborderie
- SLYNCS
- Τάκης Χατζηδημτρίου και Ali Tuncay
- Territoires de la Mémoire
- Tessy Fautsch
- Tina Ellen Lee
- Tomo Križnar
- Yves D. Robert

## Guanyadors del 2016
- ADRA Česká republika
- Dennis ARVANITAKIS
- Asociacija «Medardo Čoboto Trečiojo amžiaus universitetas»
- Associazione Pegaso
- BALAZS Major
- Aleksandra BANASIAK
- Iordan Gheorghe BĂRBULESCU
- Evgen Angel BAVČAR
- Berufliches Schulzentrum Wurzen; Frau Gabriele Hertel
- Citizens UK
- Citoyennes pour l'Europe
- Coder Dojo
- Conselho Nacional de Juventude
- Csemadokot (Szlovákiai Magyar Társadalmi és Közművelődési Szövetség)
- Dar il-Kaptan
- Sener ELCIL
- ENDSTATION RECHTS.
- Euro-Chess Foundation
- Fondazione Arché Onlus
- Frauen in der Euregio Maas-Rhein
- Fundusz Lokalny Masywu Śnieżnika
- Paul GALLES
- Gautena
- Ομάδα 40 μαθητών από το λύκειο Αποστόλου Λουκά, Κολλοσίου (Group of 40 children from St Luke’s High School, Colossi, Limassol)
- Humanitarna udruga fra Mladen Hrkać
- Internet Watch Foundation (IWF)
- Dr Barbara Helen KNOWLES
- KOZMA Imre
- Menschen im Marchfeld (MiM)
- Mobile School
- Κίνηση Συνύπαρξης και Επικοινωνίας στο Αιγαίο (Movement Coexistence and Communication at Sea)
- Ivan NIKOLOV (Иван Николов)
- ONCE
- Opera per la Gioventù «Giorgio La Pira»
- Mariana PENCHEVA (Мариана Пенчева)
- Perpetuum Mobile ry/Artist at Risk
- Positive Voice
- Dita PŘIKRYLOVÁ
- Proactiva Open Arms
- Pushing
- Alexandre SCHON
- SOS MÉDITERRANÉE
- Nawal SOUFI
- Stiftelsen Expo
- Stowarzyszenie Komitet Obrony Demokracji
- Sur les pas d'Albert Londres
- Tiago PITTA E CUNHA
- Vluchtelingenwerk Nederland
- Erwin VOLLERTHUS
- David VSEVIOV